# Claudia Boghicevici
Claudia Boghicevici (n. 11 octombrie 1975, Arad, România) este un politician român, deputat în Parlamentul României între 2008 și 2016 din partea Partidul Democrat Liberal. Ea a fost Ministru al Muncii în Guvernul Mihai Răzvan Ungureanu.